# Louis Blanc (rugby à XV)
Pour les articles homonymes, voir Blanc (homonymie) et Louis Blanc (homonymie).
Pas d'image ? Cliquez ici

a Compétitions nationales et continentales officielles uniquement.

Louis Blanc dit Loulou, né le 19 juillet 1933 à Montauban et mort le 17 décembre 2018 à Caussade, est un joueur français de rugby à XV ayant occupé le poste de troisième ligne centre puis de pilier gauche à l'US Montauban et au Stade montois.

## Biographie
Louis Blanc joue avec l'US Montauban de 1947 à 1954. Il débute dans l'équipe première du club à l'âge de 18 ans. Puis il rejoint le Stade montois en 1954. Il reste dans le club landais pendant quatre saisons avant de revenir à Montauban où il termine sa carrière à l'âge de 33 ans en 1967. Il est le capitaine de la seule équipe montalbanaise championne de France. Le capitaine montalbanais eut ce mot historique en recevant le Bouclier :
« Je ne le croyais pas si lourd ».
Dans le civil, il exerce la profession de contremaître au centre hospitalier de Montauban. Il est international B de 1956 à 1960 et est quinze fois remplaçant en équipe de France[réf. nécessaire].
Il meurt le 17 décembre 2018 à Caussade.

## Palmarès

### En club (joueur)
Avec le Stade montois
- Challenge Yves du Manoir :
  - Finaliste (1) : 1958

Avec l'US Montauban
- Championnat de France de première division :
  - Champion (1) : 1967
- Challenge de l'Espérance :
  - Vainqueur (1) : 1967

### En sélection
- Champion de France junior 1951 avec le comité des Pyrénées
- Champion de France junior 1952 avec la sélection du Sud

### Distinction personnelle
- Classé 11 fois dans les 10 meilleurs piliers de France de 1955 à 1967[réf. nécessaire]

### En club (entraîneur)
Avec l'US Montauban
- Challenge Béguère :
  - Vainqueur (1) : 1971
- Championnat de France de première division Groupe B 
  - Vice-champion (1) : 1981